# Pella schmitti
Pella schmitti är en skalbaggsart som först beskrevs av Hamilton 1895.  Pella schmitti ingår i släktet Pella och familjen kortvingar. Inga underarter finns listade i Catalogue of Life.